# Von Rosén
von Rosén var en svensk adelsätt med friherrelig rang, numera utslocknad.
Släkten har samma ursprung som Rosenblad och Rosén von Rosenstein, med bonden Esbjörn Eriksson av släktforskaren Gabriel Anrep angiven som stamfader. Dennes son var Erik Rosenius som var gift med Anna Wekander, dotter till kyrkoherden Olof Wekander och prostdottern Sigrid Buthelia. Alla deras söner adlades, en som Rosenblad, och en Rosén von Rosenstein. Deras bror Gabriel Rosén var överhovpredikant, och gift med Anna Margareta Rath, dotter till politiaeborgmästaren i Stockholm Gustaf Johan Rath och Catharina Possieth.
Deras son, Eric Gabriel von Rosén, adlades den 28 maj, år 1816 enligt §37 i 1809 års regeringsform, samt introducerades samma år på nummer 2242. Den 6 februari, år 1843 i upphöjdes Eric Gabriel von Rosén till friherre och introducerades året därpå på nummer 397, varmed den otitulerat adliga ätten utgick (ätten blev enbart friherrlig). Eric Gabriel von Rosén var gift två gånger men fick bara barn i första äktenskapet, med Catharina Charlotta Rydberg, dotter till direktören vid Hargs bruk Sven Rydberg och Catharina Margareta Fogman. Äldste sonen Mattias Gabriel von Rosén blev ättens huvudman efter fadern. Han var kammarrättsråd och tullförvaltare i Karlskrona. Denne hade flera söner, men endast den äldste, kaptenen Gabriel von Rosén (1829–1892) var gift. Han dog barnlös den 10 september, år 1892 och ätten utslocknade på svärdssidan med honom. Spinnsidan utslocknade med hans hustru som dog den 28 november, år 1924. 

## Vapensköld beskrivning
Den blå skölden innehåller en låg gyllene obelisk som på två kulor av guld är ställd på en piedestal (sockel) av guld. Obelisken verkar vara vald som en pendang till det obeliskformade monument som syns i det vapen som var fastställt för Erik Gabriels äldste farbror tillhörande ätten Rosén von Rosenstein. En förebild för obeliskens utseende har dock uppenbarligen haft i vapnet för ätten von Strokirch. Obelisken är ställd mellan två fembladiga rosor av silver. Två rosor fanns såväl i vapnet för ätten Rosén von Rosenstein och kan hittas en annan farbrors vapen, adlad Rosenblad. De blåa buffelhornen (vesselhorn) på hjälmen som är omlinande med tre varv av gyllene rosor och blad. Även detta är hämtad ur ätten Rosenblads vapnen. Till detta har man lagt en gyllene granatäpple med två blad åter dexter sidan och sinister sida mellan hornen. Hjälmkransen (hjälmbindeln) ska vara sammanvriden av gul, silver, blått och rött. Lövverket (hjälmtäcket) är på de ytliga delarna av silver och invändigt blått. 
Det det friherrliga vapenskölden försågs med kant av guld. Hjälmprydnaden på sinister sidan är en gyllene vågskål som med sin ögla hänger på spetsen av en upprätt ställt och bart svärd med klinga av silver och fäste av guld. Svärd och våg är en attribut för Justitia, rättvisans gudinna. På var sin sida om svärdet ses en vit och en svart strutsfjäder. Sköldhållare är en krönt svart grip och ett gyllene lejon. De beskrivs i friherre brevet som utåtseende respektive med tillbakavänt huvud, formuleringar som båda betyder att djuren är tillbakaseende (huvudet vänt i motsatt riktning mot kroppen) De står på en fotställning av silver som nedtill är prydd med gyllene sirater (Ornament)